# Bass Generation
Bass Generation je první studiové album švédského producenta taneční hudby Basshuntera.

## Seznam skladeb
| Bass Generation | Bass Generation                          | Bass Generation |
| Pořadí          | Název                                    | Délka           |
| --------------- | ---------------------------------------- | --------------- |
| 1.              | Every Morning                            | 3:19            |
| 2.              | I Promised Myself                        | 2:38            |
| 3.              | Why                                      | 3:12            |
| 4.              | I Can't Deny (feat. Lauren)              | 4:00            |
| 5.              | Don't Walk Away                          | 3:02            |
| 6.              | I Still Love                             | 3:33            |
| 7.              | Day & Night                              | 2:55            |
| 8.              | I Will Learn to Love Again (feat. Stunt) | 3:08            |
| 9.              | Far from Home                            | 4:11            |
| 10.             | I Know U Know                            | 2:46            |
| 11.             | On Our Side                              | 3:55            |
| 12.             | Can You                                  | 2:25            |
| 13.             | Plane to Spain                           | 3:43            |
| 14.             | Every Morning (Michael Mind Edit)        |                 |
| 15.             | Numbers                                  | 3:20            |